# Günther Landgraf
Günther Landgraf (Kryry, 14 de setembro de 1928 – Dresden, 12 de janeiro de 2006) foi um físico alemão, reitor da Universidade Técnica de Dresden de 1990 a 1994.

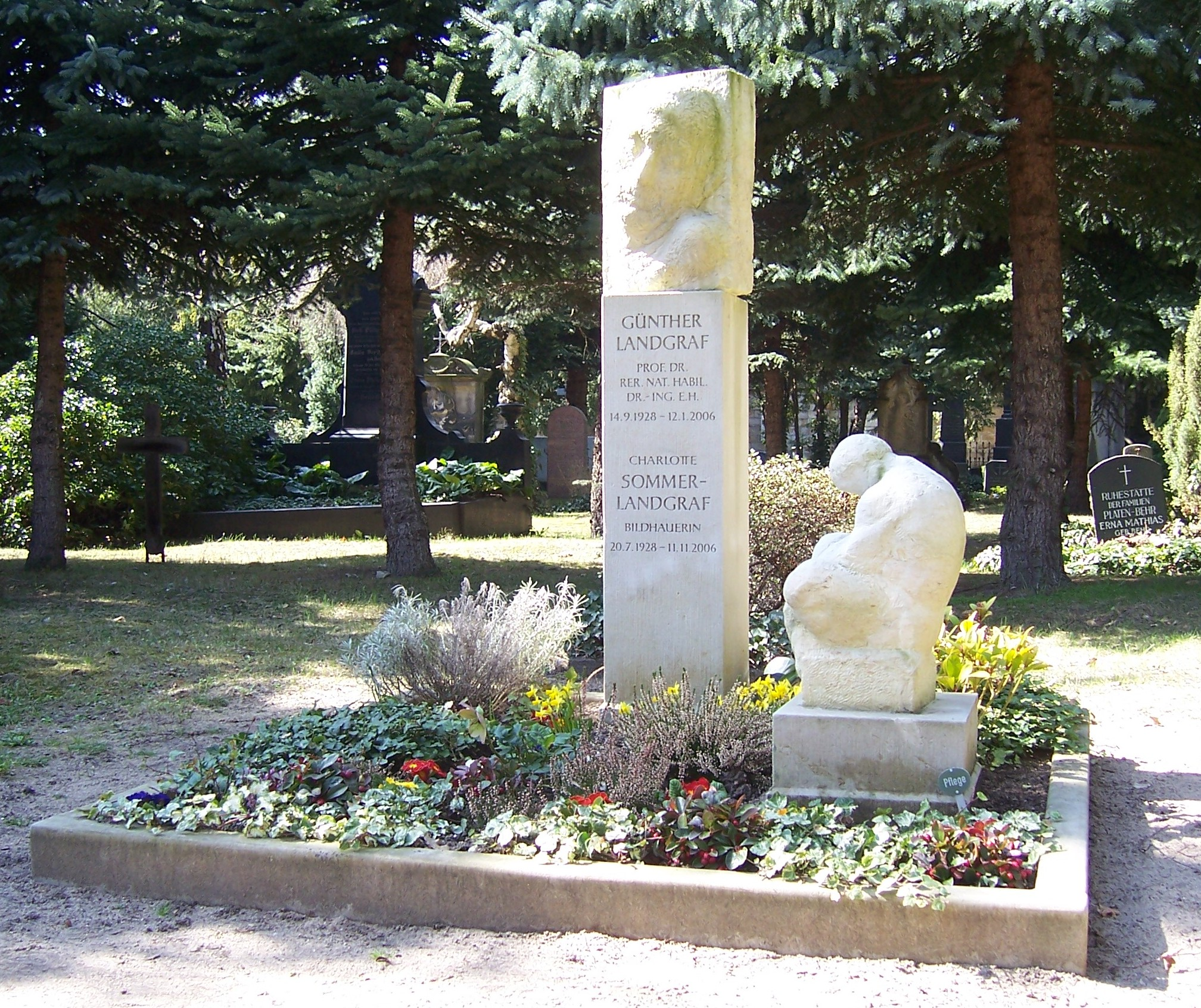
Sepultura de Günther Landgraf e sua mulher Charlotte Sommer-Landgraf no Trinitatisfriedhof em Dresden.

## Obras
- Zur Entstehung technikwissenschaftlicher Disziplinen, TUD Eigenverlag.
- Von der Technischen Bildungsanstalt (1928) zum Königlich Sächsischen Polytechnikum (1871), TUD Eigenverlag.
- Räumliche Probleme der Elastizitätstheorie, Akademie-Verlag 1963, com Anatolij I. Lurè, Hans Göldner.
- Theorie der biegesteifen Kreiszylinderschale unter Berücksichtigung der Querkraftschubverzerrungen. TUD Eigenverlag 1961.
- Mechanik – Grundlagen für Maschinenbauer. Verlag Technik, Berlim 1955, com Heinz Neuber, Walter Häbel.
- Geschichte der Technischen Universität Dresden in Dokumenten und Bildern. Bd 1. Von der Technischen Bildungsanstalt (1828) zum Königlich Sächsischen Polytechnikum (1871). TU Dresden Verlag 1992, ISBN 3860051261.
- com Ute Hendlmeier: Geschichte der Technischen Universität Dresden in Dokumenten und Bildern. Bd 2. TU Dresden Verlag 1994, ISBN 3860051407.